# Italia Vitaliani
Italia Marianna Vitaliani (Torino, 20 agosto 1866 – Milano, 6 dicembre 1938) è stata un'attrice teatrale, capocomica e attrice cinematografica italiana.

## Biografia
Nata da una famiglia di attori, esordì sulle scene a soli 13 anni nella Compagnia Bellotti Bon e Marini, diretta dallo zio Cesare Vitaliani, attore, scrittore e capocomico.
Suo padre era Vitaliano Vitaliani, attore brillante, emulo di Claudio Leigheb; sua madre, Elisa Duse, era figlia di Giorgio Duse e di Alceste Maggi e quindi era cugina di Eleonora Duse (Giorgio Duse era un fratello di Alessandro, il padre di Eleonora). Italia era quindi nipote di secondo grado di Eleonora. Era sorella dell'attrice Evangelina Vitaliani. Nel 1883 fece parte della Compagnia Nazionale e l'anno seguente della Compagnia di Cesare Rossi, nella quale recitava anche Eleonora.    
Nel 1892 Italia Vitaliani divenne capocomico, una delle prime donne a rivestire questo ruolo, e fu talmente brava che si parlava di lei come di "un perfetto gentiluomo". Fu capocomica e maestra, tra l'altro, di Paola Pezzaglia.

## Filmografia
- Fedra (Dramma mitologico dell'Antica Grecia), regia di Oreste Gherardini (1909)
- Fiore reciso (1914)
- Il ponte dei sospiri, regia di Domenico Gaido (1921)
- Gli ultimi giorni di Pompei, regia di Carmine Gallone e Amleto Palermi (1926)